# Joop Eversteijn
Jozef Petrus (Joop) Eversteijn (Den Haag, 29 maart 1921 – aldaar, 2 november 2013) was een Nederlands voetballer die als aanvaller speelde.
Eversteijn speelde zijn gehele loopbaan voor ADO waarmee hij aan de zijde van zijn broer Piet  tweemaal landskampioen werd. Hij trainde enkele jaren OLIVEO en was van 1965 tot 1977 bestuurslid technische zaken bij ADO.